# Rhamphogyne rhynchocarpa
Rhamphogyne es un género monotípico de plantas herbáceas, perteneciente a la familia Asteraceae. Su única especie Rhamphogyne rhynchocarpa, es originaria del Nueva Guinea.

## Taxonomía
Rhamphogyne rhynchocarpa fue descrita por Spencer Le Marchant Moore y publicado en Journal of Botany, British and Foreign, 1914,  lii. 146. 1914.
Sinonimia
- Abrotanella rhynchocarpa Balf.f.